# Diarmaid Ó Donnabháin Rossa
Diarmaid Ó Donnabháin Rossa (ingl. Jeremiah O'Donovan Rossa; Rosscarbery, 1831 – Staten Island, 29 giugno 1915) è stato un attivista e politico irlandese.
Diarmaid Ó Donnabháin Rossa fu un leader del Fenianismo e un membro eminente della Fratellanza Repubblicana Irlandese.
Cresciuto nella contea di Cork, nel sud dell'Irlanda, durante la Grande carestia irlandese, O'Donovan fondò la Phoenix National and Literary Society e dedicò la sua vita a lavorare per la creazione di una Repubblica irlandese indipendente. Si unì alla Fratellanza Repubblicana Irlandese e dopo essere fuggito in esilio negli Stati Uniti come parte dei Cuba Five, si unì alle organizzazioni rivoluzionarie irlandesi, fuori della portata dell'Impero Britannico. Fu un pioniere della lotta fisica utilizzando la dinamite in una campagna di guerra asimmetrica, colpendo l'Impero Britannico sul suo suolo, principalmente Londra.

## Biografia

### In Irlanda
Jeremiah O'Donovan Rossa nacque Jeremiah Donovan nella città di Reanascreena, Rosscarbery, County Cork, da Denis Donovan ed Ellen Driscol, e fu battezzato il 4 settembre 1831.
I suoi genitori erano contadini.
Secondo l'eminente studioso John O'Donovan, con il quale Rossa era in corrispondenza, gli antenati di Rossa appartenevano all'oscuro ma antico sliocht dei Macenesles o Clan Aneslis O'Donovans.
I suoi antenati avevano detenuto lettera patente nella parrocchia di Kilmeen nel XVII° secolo prima delle confische, il suo agnomen "Rossa" proveniente dalla città di Rossmore vicino a Kilmeen. Così Jeremiah adottò il cognome, Rossa.
Rossa aprì un negozio a Skibbereen, dove, nel 1856, fondò la Phoenix National and Literary Society, il cui scopo era "la liberazione dell'Irlanda con la forza delle armi", Questa organizzazione si sarebbe poi fusa con la Fratellanza Repubblicana Irlandese (IRB), fondata due anni dopo a Dublino.
Nel dicembre 1858 fu arrestato e imprigionato senza processo fino al luglio 1859. Nel 1863 divenne il direttore commerciale del giornale di James Stephens, "The Irish People" (1863) che fu soppresso nel 1865. Fu arrestato e accusato di reato di tradimento e incarcerato, a causa delle sue precedenti condanne, nelle prigioni di Pentonville, Portland, Millbank e Chatham in Inghilterra.
In un'elezione suppletiva del 1869, fu eletto alla Camera dei Comuni britannica per la circoscrizione di Tipperary, in cui sconfisse il cattolico liberale Denis Caulfield Heron con 1054 voti. Le elezioni sono state dichiarate non valide perché Rossa era imprigionato.

### Negli Stati Uniti

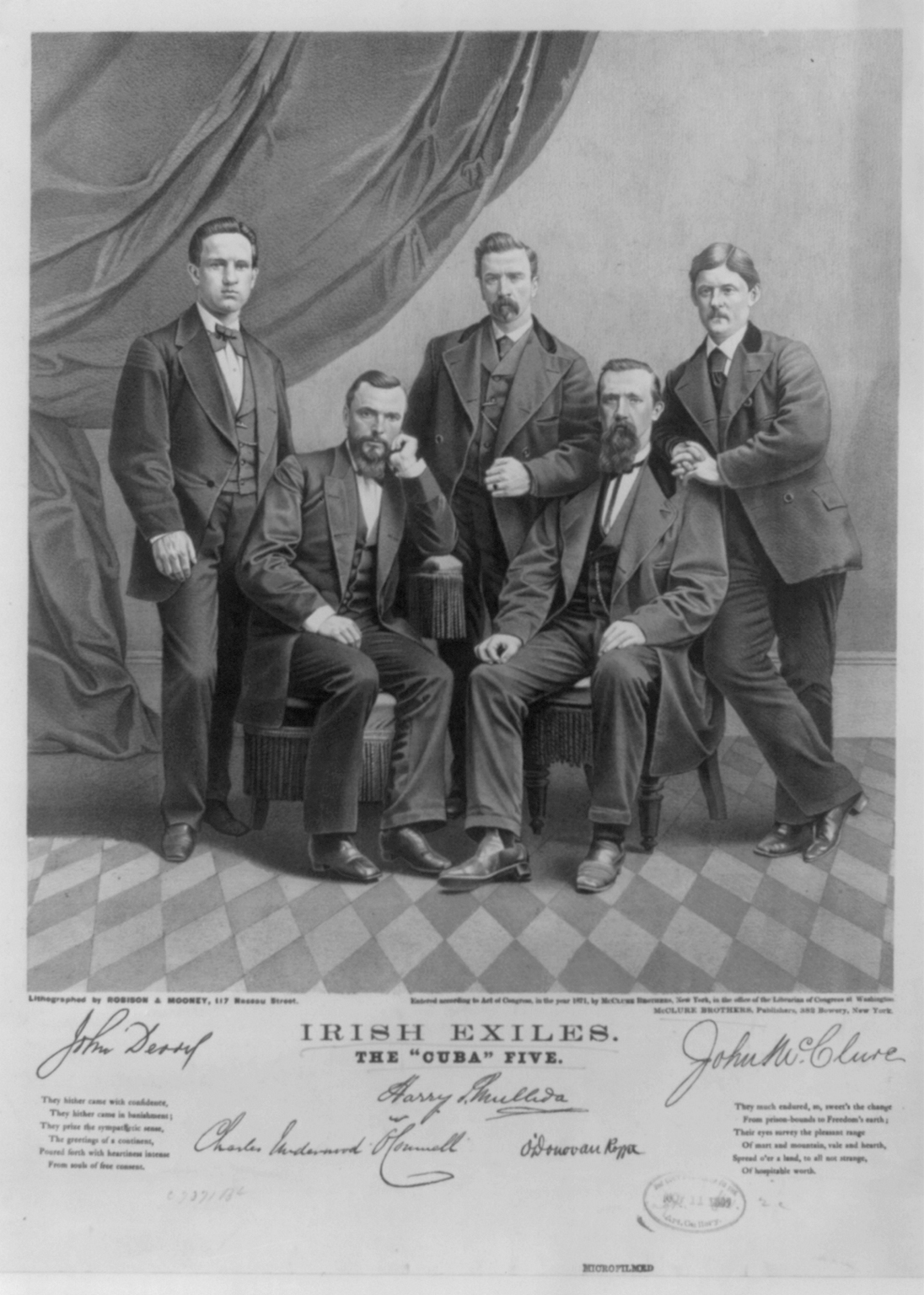
"The Cuba Five" - John Devoy, Charles O'Connell, Henry Mullady, Jeremiah O'Donovan Rossa and John McClure

O'Donovan Rossa fu rilasciato in seguito alla Fenian Amnesty del 1870. Si imbarcò sulla nave "SS Cuba" e partì per gli Stati Uniti con il suo amico John Devoy e altri tre esiliati. Insieme furono soprannominati "The Cuba Five".
O'Donovan Rossa si stabilì a New York, dove si unì al Clan na Gael e alla Fratellanza Feniana. Rossa fondò inoltre un suo giornale dedicato alla causa della liberazione nazionale irlandese dal dominio britannico, "The United Irishman". Rossa sosteneva l'uso terroristico delle dinamite come mezzo per rovesciare l'occupazione britannica. Il suo giornale è stato utilizzato per raccogliere le "risorse per il fondo di civiltà", presumibilmente per l'acquisto di dinamite e altri armamenti per la lotta irlandese.
Rossa organizzò i primi attentati dinamitardi delle città inglesi in quella che fu chiamata campagna di dinamite feniana". La campagna si sviluppò nel 1880 e lo rese famigerato nel Regno Unito di Gran Bretagna e Irlanda". Il governo britannico ne richiese inutilmente l'estradizione. Rossa in seguito giustificò le sue attività rivoluzionarie nel modo seguente:
(Jeremiah O'Donovan Rossa, Rossa Recollections, 1898)
Il 2 febbraio 1885 Rossa fu vittima d un attentato fuori dal suo ufficio nei pressi di Broadway da parte di una donna inglese, Lucille Yseult Dudley. Fu ricoverato al Chamers Street Hospital con ferite d'arma da fuoco alla schiena, anche se non erano in pericolo di vita, una palla doveva rimanere incastrata lì per il resto della sua vita. "Sono stato ferito durante la guerra" è stato il commento di Rossa ad un amico in ospedale. Il governo britannico affermò che la donna fosse mentalmente instabile, e di non avere responsabilità, anche se i sostenitori di Rossa e anche molti dei suoi detrattori non vi credettero. Probabilmente, la donna era indignata dal fondo che aveva organizzato (il cosiddetto "Skirmishing Fund") che aveva lo scopo di sostenere l'armamento di coloro che avrebbero combattuto gli inglesi.
In seguito Rossa fu autorizzato a visitare l'Irlanda nel 1894 e di nuovo nel 1904. Durante quest'ultima visita, fu nominato "Freeman of the City of Cork".

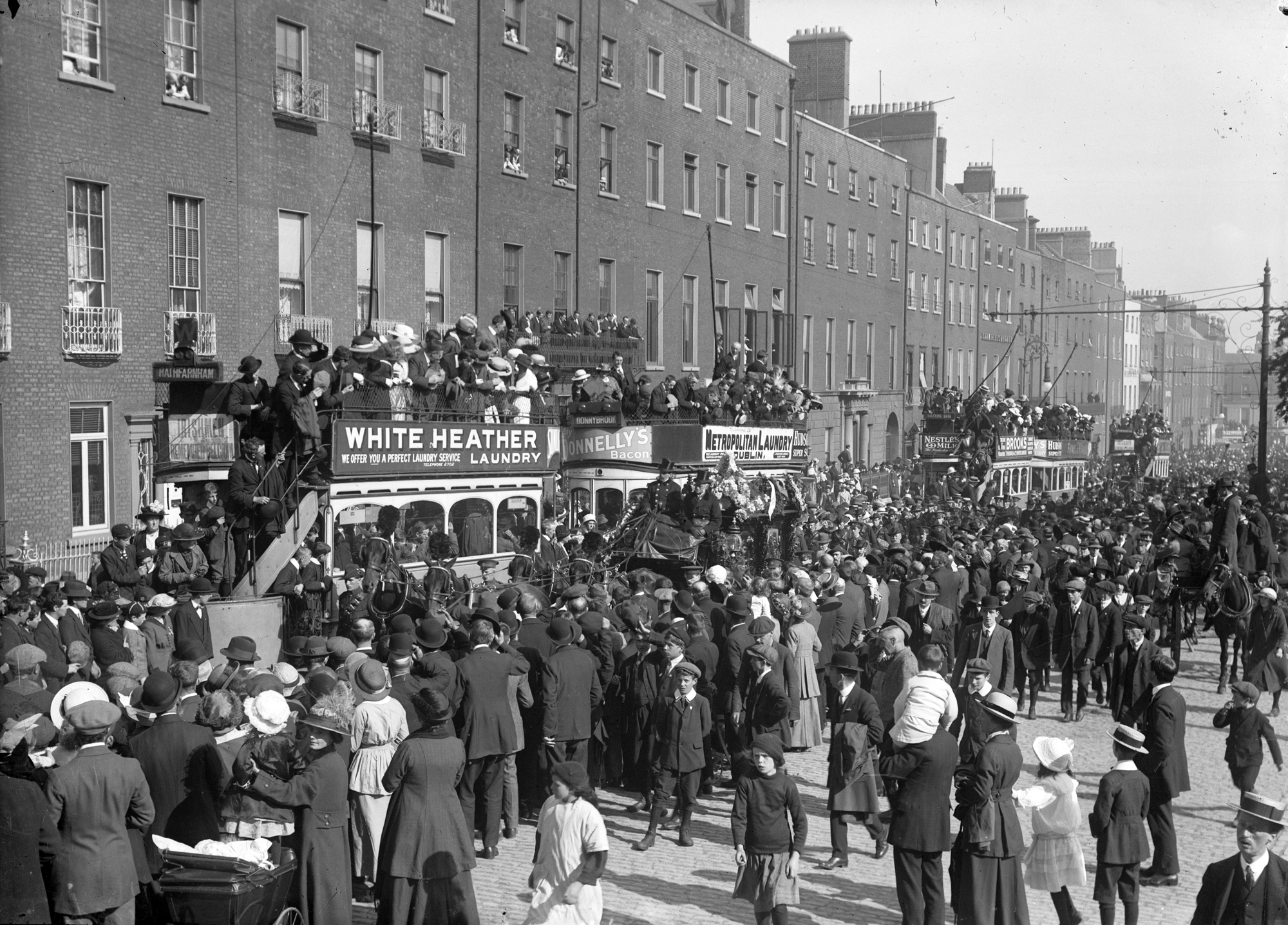
Il funerale del 1º agosto 1915

Nei suoi ultimi anni Rossa si ammalò gravemente e fu infine confinato in un letto d'ospedale al St. Vincent's Hospital, Staten Island, dove morì nel 1915. Il nuovo movimento repubblicano in Irlanda si rese subito conto del valore propagandistico della morte del vecchio Fenian, e Tom Clarke firmò a John Devoy il messaggio: "Invia il suo corpo a casa in una sola volta".
Il corpo fu riportato in Irlanda per la sepoltura e gli fu tributata l'accoglienza di un eroe. I funerali del Cimitero di Glasnevin del 1º agosto 1915 furono una grande pubblicità per gli Irish Volunteers e l'IRB quando scoppiò la rivolta di Pasqua. L'orazione funebre fatta da Patrick Pearse, rimane uno dei discorsi più famosi del movimento indipendentista irlandese che ha suscitato il suo pubblico a una chiamata alle armi. Si concluse con:
(Patrick Pearse, Orazione funebre, 1º agosto 1915)
La tomba è stata ristrutturata nel 1990 dalla National Graves Association.

### Famiglia
O'Donovan Rossa si sposò tre volte ed ebbe diciotto figli. Il 6 giugno 1853 sposò Honora Eager di Skibbereen, che gli diede quattro figli (Denis, John, Cornelius Crom e Geremia). Morì nel 1860. Nel 1861 sposò Ellen Buckley di Castlehaven; ebbero un figlio (Florence Stephens; più tardi conosciuto come Timoteo negli Stati Uniti); Buckley morì nel luglio 1863. Nel novembre 1864 si sposò, per la terza volta, con Mary Jane O'Donovan Rossa di Clonakilty. Ebbero tredici figli (James Maxwell, Kate Ellen, Francis Daniel, Maurice, Sheila Mary, Eileen Ellen, Amelia, Geremia, Isabella, Mary Jane, Margaret Mary Hamilton, Joseph Ivor e Alexander Aeneas).

### Eredità

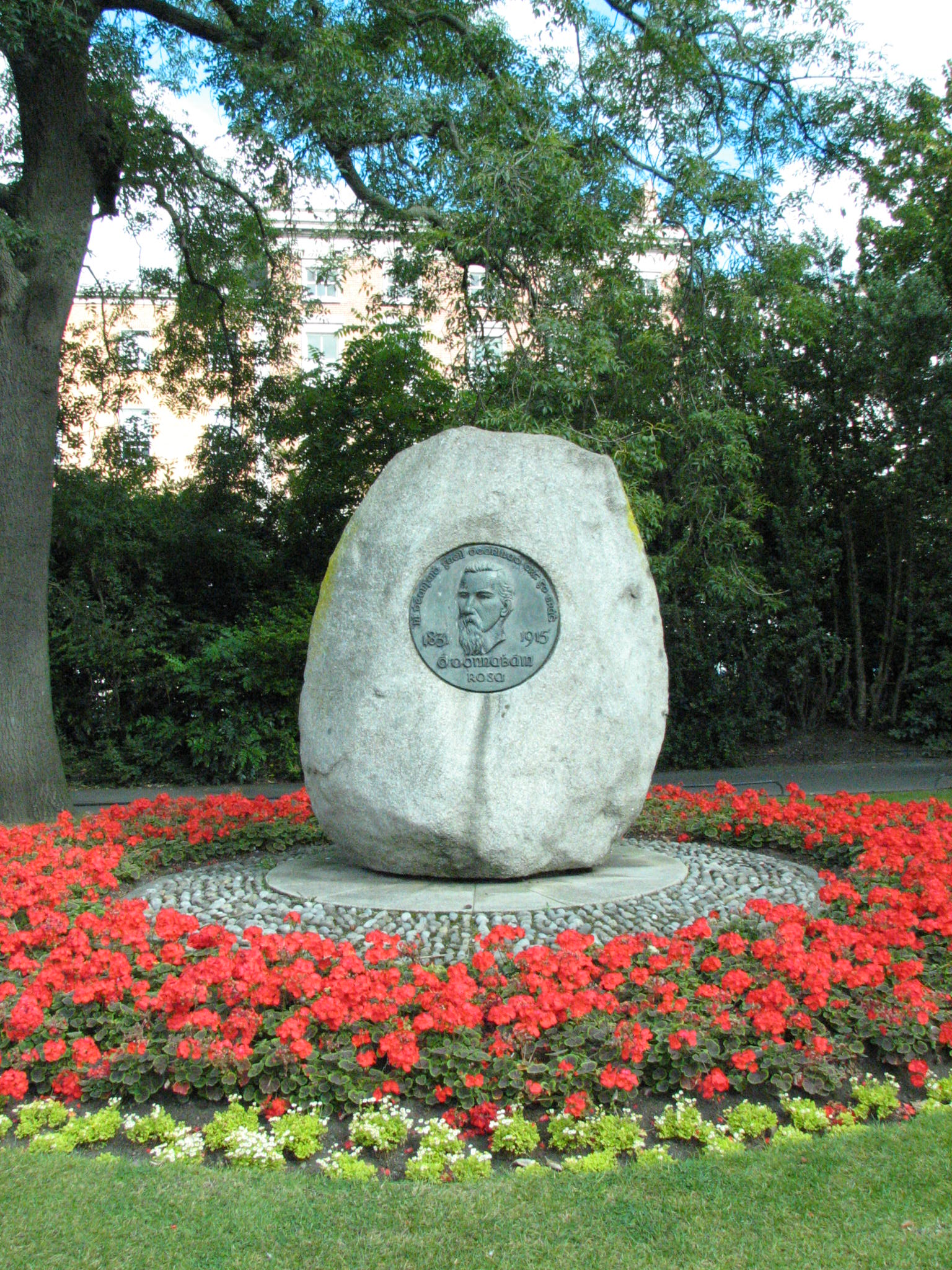
Il monumento a Jeremiah O'Donovan Rossa, nel St Stephen's Green a Dublino

Un memoriale a O'Donovan Rossa si trova a St. Stephen's Green, e un ponte sul fiume Liffey è stato rinominato in suo onore. Una strada di Cork City porta il suo nome, così come una strada a Thurles, nella circoscrizione in cui è stato eletto. Un parco a Skibbereen prende il suo nome così come la locale squadra di calcio gaelica. 
Un memoriale a O'Donovan Rossa sorge nel villaggio di Reenascreena, Rosscarbery Co Cork, dove i suoi discendenti gestiscono il pub del villaggio locale. La bara funebre che è stata usata per spedirlo a casa è ora in mostra accanto al pub.
Altre squadre della GAA in tutta l'Irlanda sono state anche rinominate dopo di lui, tra cui Ard Bà U' Dhonnabhain Rossa nella Tyrone GAA, O'Donovan Rossa GAC a Belfast, Donnabhàin Rosa Magherafelt nella Derry GAA e U'Donnabh'in Rosa Mullach Breac in Armagh GAA e con Donnabhàin Rosa est. nel 2018 ad Astoria, Queens, New York.
Alcuni discendenti di Jeremiah O'Donovan Rossa rimasero a Staten Island; tra cui lo scrittore William Rossa Cole e il consigliere di New York Jerome X. O'Donovan.